# Kyrönsalmi
Le Kyrönsalmi (en français : détroit de Kyrö) est une voie navigable traversant le centre de Savonlinna en Finlande,.

## Présentation

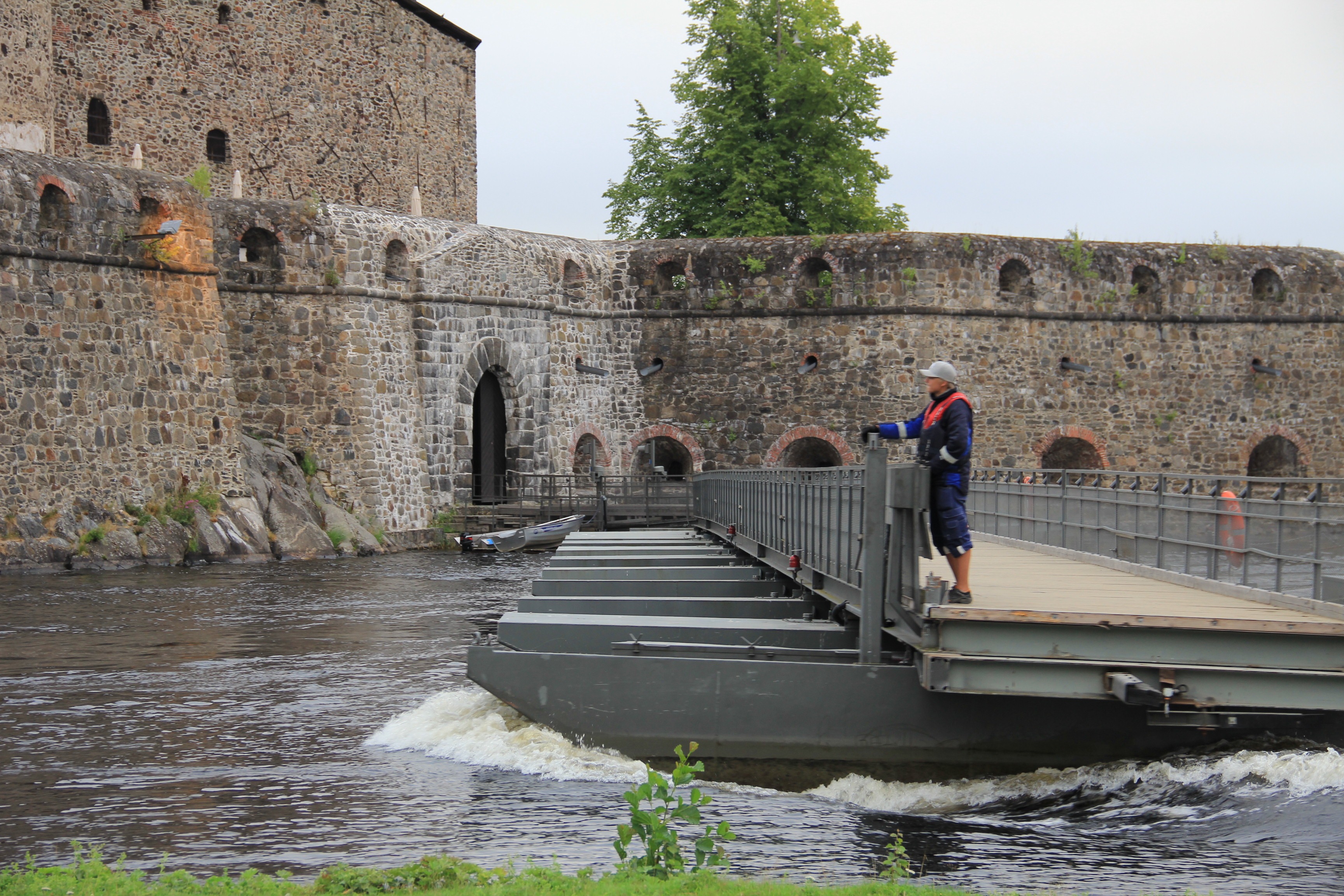
Le ponton flottant du Kyrönsalmi.

Le Kyrönsalmi est une voie navigable reliant le lac Haapavesi (fi) et le lac Pihlajavesi,.
Il fait partie de la voie navigable d'Heinävesi.
L'île rocheuse d'Olavinlinna située dans le détroit Kyrönsalmi est accessible depuis l'ile Tallisaari par un pont flottant ouvrant.
Le détroit est traversé par deux ponts routiers de la route 14 et par un pont ferroviaire. 
En raison du débit important du Kyrönsalmi, la navigation y est difficile et un itinéraire alternatif passe par le détroit Laitaatsalmi.
Le débit maximal dans le Kyrönsalmi est de 674 m3/s et la moyenne est de 349 m3/s. 
La profondeur moyenne du Kyrönsalmi est de 13 mètres et la profondeur maximale est de 21 mètres. 
La vitesse moyenne d'écoulement à l'ouverture du pont est de 10 cm/s.

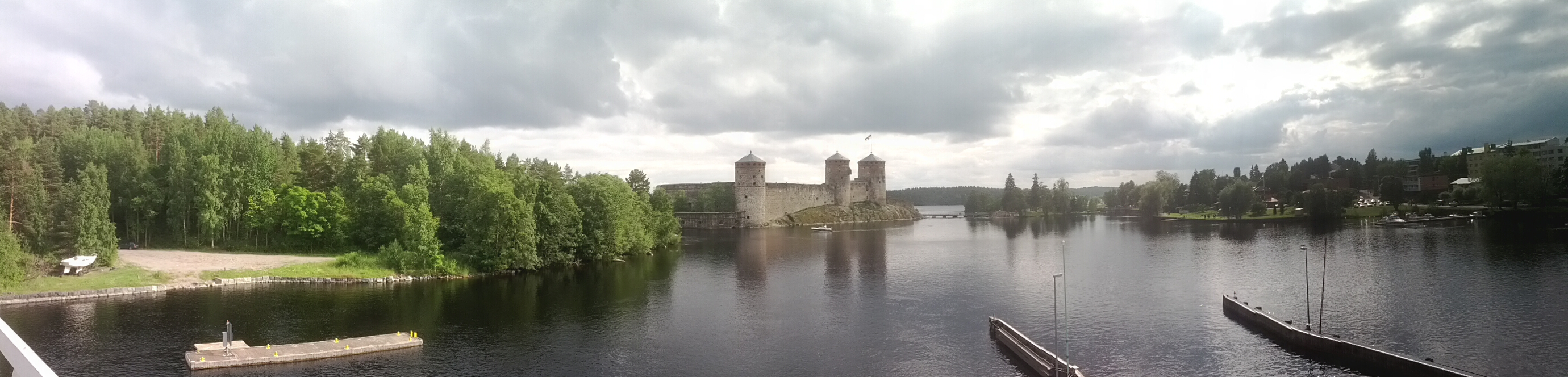
Vue du pont ferroviaire du Kyrönsalmi.